# Volkan Konak
Volkan Konak, né le 27 février 1967 à Maçka (région de la Mer noire) et mort le 31 mars 2025 à Famagouste (Chypre), est un artiste de musique folklorique turque.
Sa chanson Cerrahpasa a été un grand succès. En 2006 la sortie de son album Mora a été récompensée par un disque d'or décerné par le Mü-Yap (association des producteurs de l'industrie phonographique turque).
En concert, ses chansons parfois tristes et pleines d'émotion sont ponctuées par des blagues destinées à faire rire son auditoire et des histoires et anecdotes reflétant la vie des populations de la mer Noire. Il se surnomme lui-même « le fils du Nord » (Küzeyin Oğlu).

## Biographie
Volkan Konak est né en 1967 dans le village de Hacevara, près de Maçka dans la province de Trabzon. Après avoir fait toute sa scolarité à Maçka, il entre en 1983 au Conservatoire national de musique turque à Istanbul sur les conseils de son professeur. En 1988, il sort du conservatoire et s'inscrit en maîtrise de sciences sociales à l'Université technique d'Istanbul et y étudie la musique populaire. Il est diplômé en 1991.

### Carrière
Sa vie artistique et musicale commence dans les environs de Maçka en 1987 avec la sortie d'un album Suların Horon Yeri, résultat d'un travail de compilation. Il commence ensuite le travail de composition. Il mit en musique les œuvres des poètes aussi célèbres que Nazım Hikmet, Yaşar Miraç, Ömer Kayaoğlu ou Sunay Akın. Ses compositions sont teintées de motifs ethniques qui constituent son style unique.
En restant fidèle aux formes musicales de la mer Noire, il crée une musique originale dans son album Efulim sorti en 1993, puis Gelir misin Benimle, en novembre 1994. Il fait une pause afin d'effectuer son service militaire. Trois mois après avoir accompli son service, il sort son troisième album Volkanik Parçalar. En avril 1998, il crée sa propre société de production “Kuzey Müzik Prodüksiyon” et y produit son album Pedaliza. Sa maison de disques fut ensuite rachetée par le producteur français Alain Finet.
Depuis 1993, il a écrit plus de cinquante chansons et a été nommé plusieurs fois artiste de l'année en Turquie. En 1997, le magazine Politika le nomme Meilleur artiste dans la catégorie Musique.
En 2000, il sort Şimal Rüzgarı chez la société de production DMC et trois ans et demi après, un nouvel album Maranda en 2003, toujours chez DMC. En 2006, dans l'album Mora, il compose Gardaş sur des paroles écrites par sa sœur Nuran Bahçekapılı en hommage au chanteur Kâzım Koyuncu.
Pendant deux ans, il s'est attaché à démontrer l'impact de la catastrophe de Tchernobyl en Turquie et plus particulièrement dans la région de la mer Noire. Son père est décédé d'un cancer. Volkan Konak a été très affecté par la mort de son père et a composé en son hommage Cerrahpaşa. Depuis des années, il attire l'attention sur l'augmentation du nombre de cancers dans la région de la mer Noire et lutte pour la création d'un hôpital spécialisé dans la recherche contre le cancer.
En 2009, sort son album Mimoza et il tourne à l'occasion ses premiers clips Göklerde Kartal Gibiyim, Mimoza Çiçeği et Yarim, Yarim.

### Mort
Volkan Konak est victime d'une crise cardiaque le 30 mars 2025, alors qu'il donnait un concert à Famagouste. Il est ensuite transporté en ambulance à l'hôpital public de la même ville, où il meurt le 31 mars 2025 à l'âge de 58 ans.

## Discographie
- Efulim (1993)
- Gelir misin Benimle? (1994)
- Volkanik Parçalar (1996)
- Pedaliza (1998)
- Şimal Rüzgârı (2000)
- Maranda (2003)
- Mora (2006)
- Mimoza (2009)
- Lifor (2012)